# 29187 Лемон'є
29187 Лемон'є (29187 Lemonnier) — астероїд головного поясу, відкритий 16 жовтня 1990 року.
Тіссеранів параметр щодо Юпітера — 3,174.